# Antonio Angeleri
Antonio Angeleri (Pieve del Cairo, 25 dicembre 1801 – Milano, 8 febbraio 1880) è stato un pianista e didatta italiano.

## Biografia
Nel 1826 divenne docente al conservatorio di Milano, ove insegnò fino al 1871. Nel 1872 pubblicò un'opera didattica, Il pianoforte.